# Fayette (Wisconsin)
Fayette es un pueblo ubicado en el condado de Lafayette en el estado estadounidense de Wisconsin. En el Censo de 2010 tenía una población de 376 habitantes y una densidad poblacional de 4,04 personas por km².

## Geografía
Fayette se encuentra ubicado en las coordenadas 42°46′15″N 90°0′50″O / 42.77083, -90.01389. Según la Oficina del Censo de los Estados Unidos, Fayette tiene una superficie total de 92.97 km², de la cual 91.09 km² corresponden a tierra firme y (2.01%) 1.87 km² es agua.

## Demografía
Según el censo de 2010, había 376 personas residiendo en Fayette. La densidad de población era de 4,04 hab./km². De los 376 habitantes, Fayette estaba compuesto por el 99.2% blancos, el 0% eran afroamericanos, el 0% eran amerindios, el 0% eran asiáticos, el 0% eran isleños del Pacífico, el 0% eran de otras razas y el 0.8% pertenecían a dos o más razas. Del total de la población el 0% eran hispanos o latinos de cualquier raza.